# Eberhard Witzschel
Eberhard Witzschel (* 19. Mai 1941 in Frankenberg/Sa.) ist ein deutscher Politiker (DDR-CDU, ab 1990 CDU). Er war von 1990 bis 1999 Mitglied des Sächsischen Landtags.

## Beruf
Witzschel besuchte die Grundschule in Frankenberg und danach eine Mittelschule in Hainichen. Nach einer Lehre, einem dreijährigen Direktstudium und einem siebenjährigen Fernstudium an der TU Dresden, arbeitete er als Technologe und Technischer Leiter bis 1988 in einer Teppichweberei in Frankenberg. Ab 1992 war er Geschäftsführer der Teppichweberei.

## Politik
Witzschel war Mitglied des CDU-Bezirksvorstands Karl-Marx-Stadt von 1964 bis 1990 und Abgeordneter des Bezirkstags Karl-Marx-Stadt von 1971 bis 1990.
Witzschel war von Oktober 1990 Abgeordneter im Sächsischen Landtag, dem er bis zum Ende der zweiten Wahlperiode 1999 angehörte. Er war Vorsitzender im Ausschuss für Wirtschaft, Arbeit und Technologie und zog stets direkt über ein Direktmandat ins Parlament ein.